# Liste der Bischöfe von Dax
Die folgenden Personen waren Bischöfe von Dax (Frankreich):
- Ende 3. Jh.: Heiliger Vincent
- 506: Gratien
- 541: Carterius
- 549, 551: Liberius
- 585: Nicetius
- ?: Illidius
- ?: Revelatus
- 898?: Oltherius
- 977: Gombaud
- um 1017: Arsius Raca
- um 1056: Raimond le Vieux
- um 1059: Raimond le Jeune
- ca. 1059–61: Macaire
- 1062–1068: Gregor, † 11. Januar 1072
- 1068–25. Juli 1097: Bernard de Mugron OSB
- 1097–1098?: Sedisvakanz
- ca. 1098–28. März 1117: Raimond de Sentes
- 1117–1143: Guillaume de Heugas
- 1143–2. Januar 1168: Arnaud-Guillaume de Sort
- 1168–25. April 1203: Guillaume Bertrand
- 1203–Mai 1204: Jean de Cauna
- 1204–7. Februar 1216: Fortanier de Mauléon
- 1216–ca. 1220: Arnaud de Lescar
- ca. 1220–27. November 1233: Gaillard de Salinis
- 1234?: Gratien d’Amou
- 1234–1238: Arnaud-Raimond de Tartas.
- 1239–3. November 1272: Navarre de Miossenx
- 1272–1277: Sedisvakanz: Arnaud de Ville, Pierre de Camone, dann Garsie-Arnaud de Caupenne und Raimond de Barde waren Kandidaten
- 1277–11. März 1305: Arnaud de Ville (oder de Bièle)
- 1305–1327: Garsie-Arnaud de Caupenne
- 1327–1359: Bernard de Liposse
- 15. März – 15. April 1359: Pierre la Cobre
- 1359–1361: Pierre Itier
- 1. Juni – Ende 1362: Bernard d’Albret (Haus Albret) OFM
- 1363–9. Juni 1375: Jean de Saya (dann Bischof von Agen)
- 9. Juni – August 1375: Jean de Hanecourt

Ernannt durch den Papst in Avignon:
- 1375–1391: Jean Bauffès (dann Bischof von Vic)
- 1391–9. März 1405: Pierre Troselli
- 1412–1423: Nicolas Duriche OP

Ernannt durch den Papst in Rom:
- 1380–1393: Jean Guteriz (João Gueterres)
- 1393–1400: Pierre du Bosc
- 1400–1401: Pierre Ameil de Brénac OESA (Apostolischer Administrator)
- 1401–1407: Garsie-Arnaud de Navailles
- 1407–1408: Pèlegrin du Fau
- 1408–1420: Pierre d’Anglade OP

Bischöfe nach Ende des großen Schismas
- 1423–1427: François de Pizolpassis (dann Bischof von Pavia)
- 1427–1439: Bernard de la Planche OSB
- 1439–9. Dezember 1444: Garsie-Arnaud de la Sègue (dann Bischof von Bayonne)
- 1444–1451: Guillaume-Arnaud de la Borde (davor Bischof von Bayonne, danach Bischof von Oloron)
- 1451–18. Mai 1459: Pierre de Foix OFM (Apostolischer Administrator)
- 1459–9. Mai 1466: Jean de Foix (dann Bischof von Saint-Bertrand-de-Comminges)
- 1466–8. April 1499: Bertrand de Boyrie
- 1499–1502: Arnaud de Boyrie
- 1502–1512: Pierre de Caupenne
- 1512–1519: Jean de Lamarthonie
- 1519–1556: Gaston de Lamarthonie
- 1556–20. September 1585: François de Noailles
- 1585–10. August 1597: Gilles de Noailles
- 1597–1598: Sedisvakanz
- 1598–1623: Jean-Jacques du Sault
- 1623–2. November 1638: Philibert du Sault
- 1639–4. April 1658: Jacques Desclaux
- 1659–1667: Guillaume le Boux (dann Bischof von Périgueux)
- 1667–1671: Hugues de Bar
- 1671–1684: Paul-Philippe de Chaumont
  - 1684–1688 Léon de Lalanne (Elekt)
  - 1688–1690 Jean-Marie de Prugues (Elekt)
- 1692–1732: Bernard d’Abbadie d’Arboucave
- 1732–28. Mai 1736: François d’Andigné
- 1737–1771: Louis-Marie de Suarez d’Aulan
- 1772–1801: Charles-Auguste Le Quien de Laneufville, † 28. Oktober 1805